# Denguin

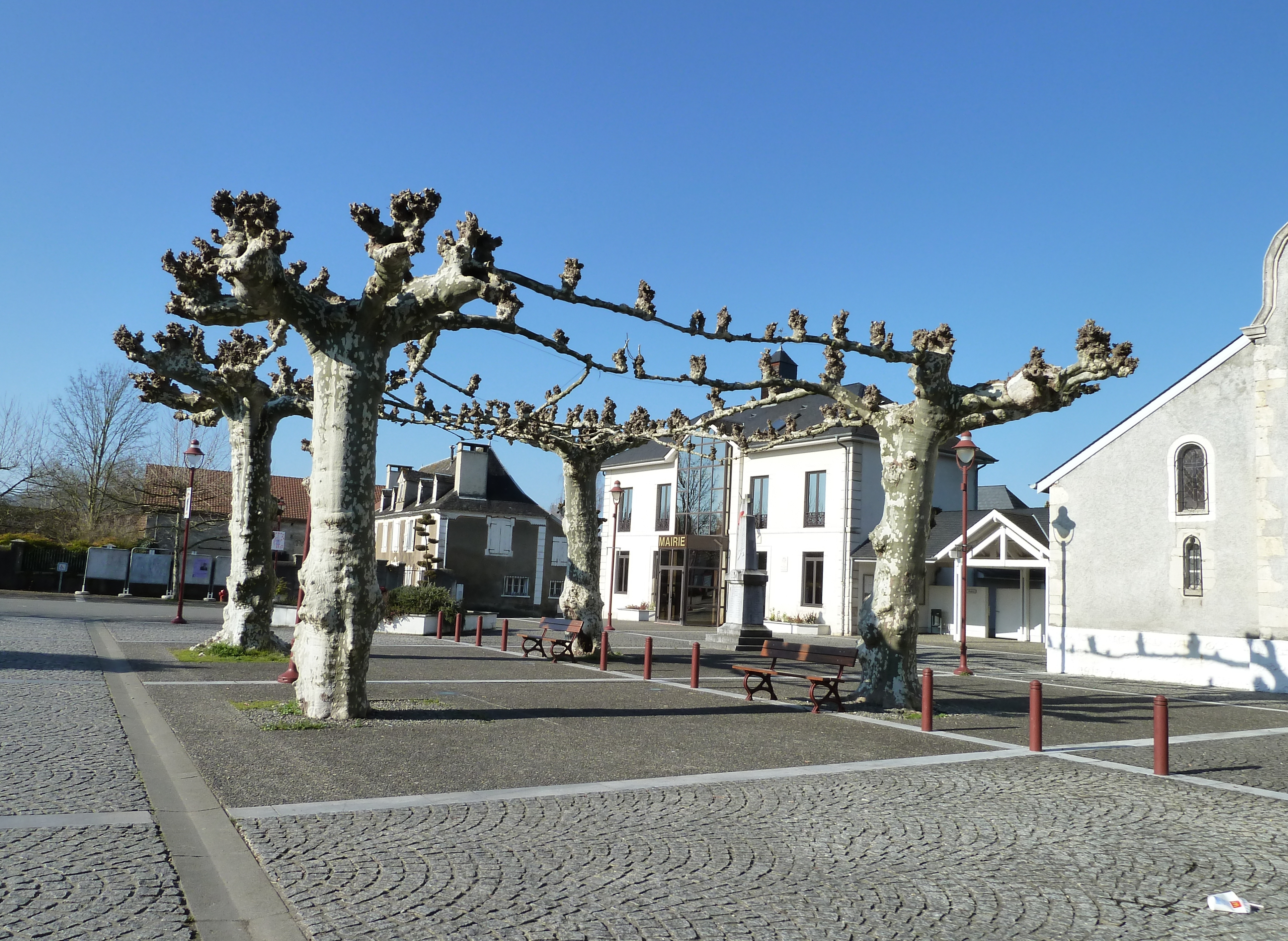
Ortsmitte

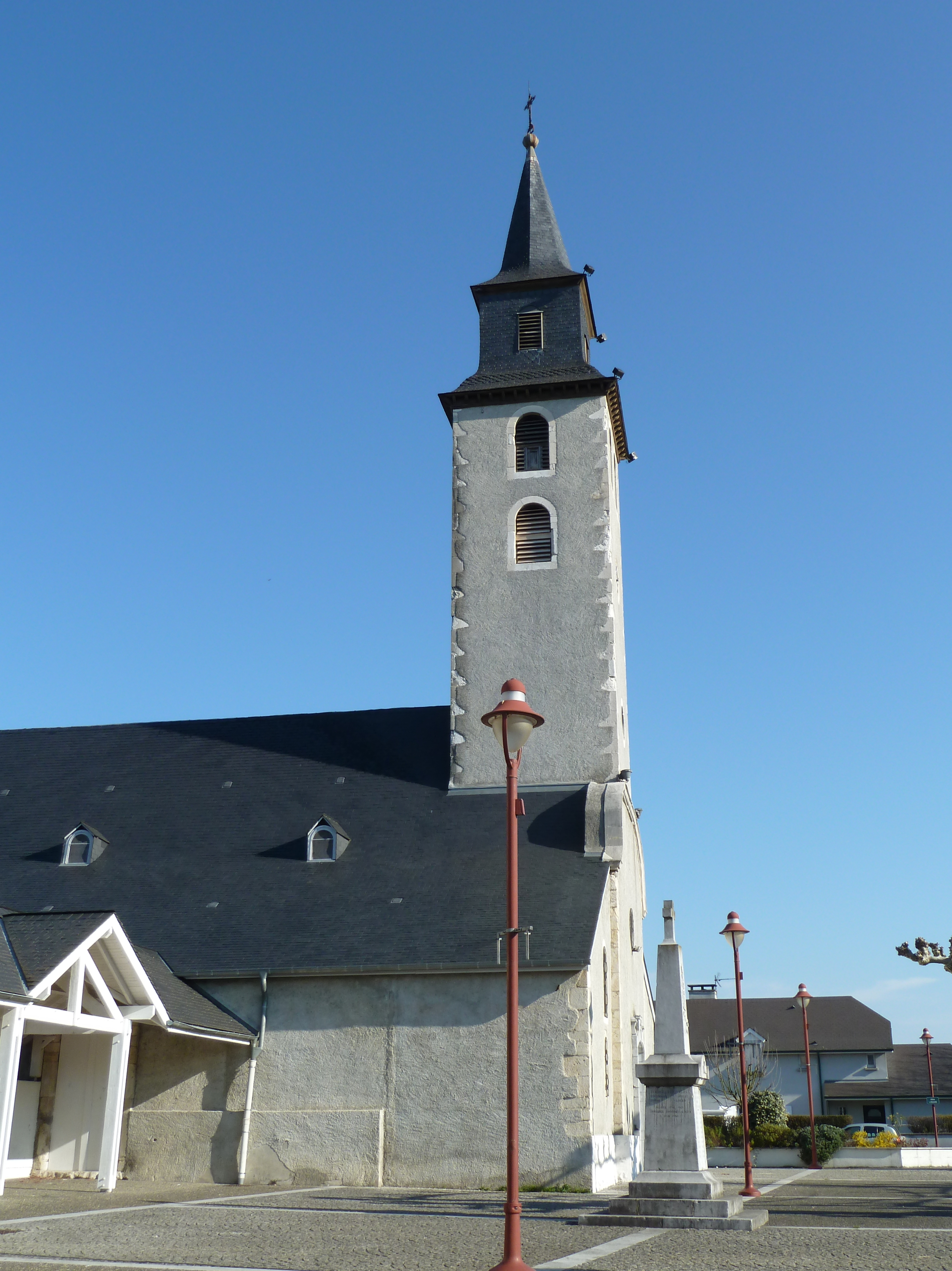
Kirche Saint-Pierre

Denguin ist eine französische Gemeinde mit 1.774 Einwohnern (Stand 1. Januar 2022) im Département Pyrénées-Atlantiques in der Region Nouvelle-Aquitaine. Sie ist Teil des Kantons Artix et Pays de Soubestre (bis 2015: Kanton Lescar) im Arrondissement Pau.

## Geografie
Die Gemeinde liegt am Fuß der Pyrenäen, rund 15 Kilometer westlich von Pau, am rechten (nordöstlichen) Ufer des Flusses Gave de Pau. Hier entspringt auch das Flüsschen Laulouze, das weitgehend parallel zum Gave de Pau verläuft und erst bei Lacq in diesen einmündet. Denguin zählt zur Agglomeration Pau und wird von der Autoroute A64, die der E80 entspricht und von Bayonne nach Pau führt, durchquert.
Zum Gemeindegebiet gehören auch die beiden Ansiedlungen Vignoles und Mounou-Bergé.

## Geschichte
Denguin unterstand im Mittelalter der Vogtei von Pau und es gab vor Ort ein von der Vizegrafschaft von Béarn abhängiges Laienkloster. Solche Klöster, Abbaye laïque genannt, waren damals sehr typisch für die französische Pyrenäen-Region. Der Archivar Paul Raymond errechnete im 19. Jahrhundert, dass es 1385 in Denguin wohl 46 steuerpflichtige Haushalte (Feux fiscaux) gab.
1654 bildete sich eine Baronie heraus, welche die Orte Denguin, Vignoles sowie Aussevielle umfasste und der Vizegrafschaft von Béarn unterstand.

### Toponyme
In alten Schriften erscheint Denguin auch unter den folgenden Namen:
- Denguii im 11. Jahrhundert im Kopialbuch von Morlaàs[1]
- Danginum 1101, ebenda
- Dengui 1104 im Kopialbuch von Lescar[2]
- Dengunum und Denguinum im 13. Jahrhundert im Titres de Béarn[3]
- Danguii 1385 im Censier de Béarn[4]
- Dengii 1402 ebenda
- Dengun 1535 im Réformation de Béarn[5]
- Danguin 1675 ebenda

Der Ortsteil Vignoles war auch unter den folgenden Namen bekannt:
- Binholes 1286 im Titres de Béarn[1]
- Vinholes 1385 im Censier de Béarn[1]

### Wappen
Blasonierung: In Silber ein Gold und grün gerautetes Herzschild.

### Bevölkerungsentwicklung
| Jahr      | 1936 | 1946 | 1954 | 1962 | 1968 | 1975 | 1982 | 1990  | 1999  | 2009  |
| --------- | ---- | ---- | ---- | ---- | ---- | ---- | ---- | ----- | ----- | ----- |
| Einwohner | 407  | 377  | 386  | 473  | 496  | 749  | 969  | 1.322 | 1.462 | 1.726 |

## Wirtschaft
Denguin ist eine der Gemeinden, welche ihren aus Schafsmilch hergestellten Hartkäse unter der geschützten Herkunftsbezeichnung Ossau-Iraty AOC vermarkten darf.

## Sehenswürdigkeiten
- Kirche Saint-Pierre aus dem 18. Jahrhundert

## Persönlichkeiten
Der berühmte französische Soziologe Pierre Bourdieu (1930–2002) wurde in Denguin geboren und ist dort aufgewachsen.